# Eucomis schijffii
Eucomis schijffii là một loài thực vật có hoa trong họ Măng tây. Loài này được Reyneke mô tả khoa học đầu tiên năm 1976.